# Шихшака
Шихшака (дарг. Шихшакьякь) — село в Левашинском районе Дагестана. Входит в состав сельского поселения Сельсовет Аялакабский.

## География
Расположено в 13 км к востоку от районного центра села Леваши, на реке Какаозень.

## Население
| 1939 | 1970 | 1989 | 2002 | 2010 | 2021 |
| ---- | ---- | ---- | ---- | ---- | ---- |
| 54   | ↗62  | ↘41  | ↗64  | ↗73  | ↗106 |